# Kiyohimea usagi
Kiyohimea usagi är en kammanetart som beskrevs av Matsumoto och Robison 1992. Kiyohimea usagi ingår i släktet Kiyohimea och familjen Eurhamphaeidae. Inga underarter finns listade i Catalogue of Life.